# (9677) Gowlandhopkins
(9677) Gowlandhopkins (2532 P-L) – planetoida z pasa głównego asteroid okrążająca Słońce w ciągu 5,4 lat w średniej odległości 3,08 j.a. Odkryta 24 września 1960 roku.